# 南御厨村
南御厨村（みなみみくりやむら）は静岡県の西部、山名郡・磐田郡に属していた村。
磐田市東部、おおむね太田川下流右岸にあたる。

## 地理
- 河川：太田川

## 歴史
- 1894年（明治27年）5月31日 - 山名郡御厨村の一部（大字東脇・新出・和口・東新屋・大立野・蛭池・南島・小島）が分立して発足。
- 1896年（明治29年）4月1日 - 郡制の施行により所属郡が磐田郡に変更。
- 1955年（昭和30年）1月1日 - 大字東新屋・東脇・新出・和口・大立野が磐田市、大字蛭池・南島・小島が福田町に分割編入。同日南御厨村廃止。